# 150 Est 5201 à 5206
Les Decapod série 13 numéros 5201 à 5206 sont des locomotives à vapeur construites par Hartmann en 1917 pour les Chemins de fer d'État du royaume de Saxe (de) où elles furent classées : série XIII H n° 1165 à 1184 (de). Elles furent attribuées à la Compagnie des chemins de fer de l'Est au titre des prestations d'armistice à la suite de la Première Guerre mondiale et devinrent les 1-150 D 201 à 206 à la SNCF.

## Genèse
Ces 20 locomotives ont été construites par les chemins de fer de Saxe en s’inspirant des G12.1 prussiennes. Ces G12.1 améliorées furent rapidement remplacées sur les chaînes de montage par une version moins lourde et moins complexe, la G12, dont les Chemins de fer de l'Etat saxon commandèrent 62 locomotives classées dans la série XIII H.
La commission d'armistice attribua six locomotives à la France après l'armistice de 1918.
Les 14 locomotives restantes furent renumérotées par la DRG 58 101 à 114 ; toutes furent rayées des écritures pour 1933.

## Service
Ce furent les seules Decapod ex-allemandes avec la 150 Est 5015 (future : 1-150 A 15 ) à rester sur le réseau de l'Est. 
Ce fait s'explique par le souci de regroupement des séries. En effet les autres séries de Decapod, à savoir les G12 AL 5563 à 5689 (futures : 1-150 C 563 à 689 ) et les G12.1 AL 5546 à 5562 (futures : 1-150 B 546 à 562 ) étaient déjà présentes sur le Réseau Ferroviaire d'Alsace-Lorraine. Les machines d'origine Est furent mutées sur la région ex-AL, excepté cette petite série (5201 à 5206) et la machine unique (5015).
Ces locomotives donnèrent toute satisfaction, car aucune Consolidation ne put jamais rivaliser avec une Decapod. Or à l'époque, c'est tout ce que pouvait leur opposer la Compagnie des chemins de fer de l'Est. Elles prirent en charge les trains de minerai du bassin lorrain, en étant affectées au dépôt de Longwy.
Toute la série fut radiée au dépôt de Baroncourt pour 1952, à la suite de la mise en service des 150 Est 150001 à 150195 (futures : 1-150 E 1 à 195 ) et des 150 X qui rendit inutile cette série de 6 machines.

## Description
Ces Decapod disposaient d'un moteur à trois cylindres à simple expansion et la distribution était du type « Walschaerts ». Le foyer était un foyer de type « Crampton » à grille étroite. L'échappement était fixe de type « Prussien ». Le bissel avait un déplacement latéral de + ou - 80 mm et était du type « Krauss ». Le dernier essieu moteur avait un déplacement latéral de + ou - 20 mm pour faciliter l'inscription en courbe.
Elles donnèrent naissance à la future série 13 numéros 150001 à 150195 (futures : 1-150 E 1 à 195 ) de l'Est conjointement avec les G12.1 AL 5546 à 5562 (futures : 1-150 B 546 à 562 ).

## Tender
Les tenders qui leur furent accouplés ont toujours été les mêmes : il s'agissait de tenders à bogies de type saxon contenant 21 m3 d'eau et 7 t de charbon. Ils portèrent les numéros 5201 à 5206 puis 1-21 C 201 à 206.

## Caractéristiques complémentaires
- Surface de grille : 3,27 m2
- Surface de chauffe : 211,3 m2
- Surface de surchauffe : 73,1 m2
- Nombre d'éléments : 32
- Nombre de cylindres : 3
- Diamètre cylindre : 560 mm
- Course cylindre : 660 mm
- Pression de la chaudière : 14 kg/cm2 soit 13,7 bars
- Diamètre des roues motrices : 1 400 mm
- Diamètre des roues du bissel : 1 000 mm
- Masse à vide : 87,6 tonnes
- Masse en ordre de marche : 92 tonnes
- Masse adhérente : 83,6 tonnes
- Longueur hors tout de la locomotive seule : 12,657 m
- Puissance : 1251 kW
- Effort de traction maximum : 304 kN
- Vitesse maxi en service : 70 km/h

Tender :
- Tare du tender : 22,2 tonnes
- Capacité en eau : 21 m3
- Capacité en charbon : 7 tonnes
- Masse du tender en ordre de marche : 50,2 t
- Masse totale locomotive + tender : 142,2 t
- Longueur du tender : 7,825 m
- Longueur totale locomotive + tender : 20,482 m